# Sigmund Kolisch
Sigmund Kolisch (21 septembre 1816 - 27 décembre 1886) est un poète, journaliste et auteur historique autrichien. Il fut le collaborateur de journaux révolutionnaires.

## Biographie
Sigmund Kolisch est né à Koritschan, en Moravie, le 21 septembre 1816. À l'Université de Vienne, il fait des études de philologie classique, d'histoire et de philosophie. Après un court séjour en Italie, en 1847, il prend part au Printemps des peuples de 1848 à Vienne. Il est un des collaborateurs du journal révolutionnaire Le Radical, à l'époque le journal le plus lu à Vienne, et auquel collaborait aussi Hermann Jellinek (de), un journaliste de l'Allgemeine Oesterreichische Zeitung, très critique à l'égard de la dynastie des Hasbourg.
Face à la répression des troupes impériales, il est contraint de quitter l'Autriche en 1848 pour se réfugier en Allemagne, à Leipzig puis Weimar, puis en France et en Espagne. Son collègue Hermann Jellinek sera lui pris par les troupes impériales et pendu.
À Paris, il travaille pour Charles Havas, qui a créé l'agence Havas en 1835. Il ne reviendra à Vienne qu'en 1868.